# 어느 시인의 죽음
《어느 시인의 죽음》은 1983년 8월 27일에 방영된 TV문학관이다.

## 줄거리
대중의 편에 서서 대중의 애환을 노래한 시인으로 평가와 촉망을 동시에 받던 시인 소일칭(노주현)이 어느 날 갑자기 세상을 떠난다. 그의 장례식에 참석한 한 신문사 문화부 기자인 '나'(안대용)는 이를 계기로 소일칭의 삶과 문학세계에 관심을 갖고 그의 죽음의 이면을 취재하기 시작하는데...

## 출연
- 노주현
- 안대용
- 연운경
- 김형자
- 최명수
- 남일우
- 사미자
- 양영준
- 장용
- 박웅
- 이문환
- 기정수
- 김진오
- 이두섭
- 신원균
- 이나야
- 이종민